# قانون الإنتاج الدفاعي لعام 1950
قانون الإنتاج الدفاعي لعام 1950 (بالإنجليزية: Defense Production Act of 1950) هو قانون اتحادي في الولايات المتحدة، أُقر في 8 سبتمبر 1950 في إطار تعامل حكومة الولايات المتحدة مع اندلاع الحرب الكورية. كان القانون جزءًا من جهد واسع النطاق للدفاع المدني والتعبئة في سياق الحرب الباردة. بنود هذا التشريع، المسماة نظام التخصيص والأولويات الدفاعية توجد في سجل اللوائح الاتحادية في القسم 15 من 700 إلى 700.93. ومُنذ 1950، أعيد تفعيل القانون أكثر من 50 مرة. أجريت عدة تحديثات على القانون في السنوات اللاحقة بعد إصداره.

## مواد القانون
يتضمن القانون ثلاثة أقسام رئيسية. الأول يعطي الصلاحية للرئيس بأن يطلب من الشركات قبول وإعطاء الأولوية لعقود تتعلق بمواد ذات ضرورة للدفاع الوطني، بغض النظر على الخسارة التي قد تتكبدها الشركات. ويتيح القانون للرئيس تحديد مواد يحظر تكديسها أو رفع أسعارها بصفة غير مقبولة. لا يتضمن القانون إشارة إلى ما يمكن أن يحدث لصاحب عمل إذا رفض أو لم يتمكن من الإيفاء بالعقد المكلف به في الوقت المحدد. إلا أن أي شخص يمارس أي عمل محظور أو يقصد عدم الإيفاء بأي عمل يحدده قانون الإنتاج الدفاعي يمكن اتهامه بجنحة تؤدي إلى غرامة قدرها 10,000 دولار أمريكي أو السجن حتى عام أو الاثنين. القسم الثاني من القانون يعطي الصلاحية للرئيس لإقامة آليات (لوائح تنظيمية، أوامر أو وكالات) لتوجيه المواد والخدمات والمنشآت من أجل تعزيز الدفاع الوطني.القسم الثالث يعطي الرئيس صلاحية التحكم في الاقتصاد المدني بهدف توفير المواد النادرة والحرجة للاحتياجات الدفاعية.
يتيح القانون أيضًا للرئيس الاستحواذ على الممتلكات وإجبار المصنعين على زيادة إنتاجهم وتوريد كميات أكبر من الموارد الأولية، وكذلك فرض نظم تحكم بالأجور والأسعار، وتسوية النزاعات العمالية، والسيطرة على أرصدة المستهلك والعقارات، وإقامة أولويات تعاقدية، وتخصيص المواد الأولية للدفاع الوطني.
صلاحية الرئيس في تحديد المواد الأولية اللازمة للدفاع الوطني هي أكثر صلاحيات القانون استخدامًا من جانب وزارة الدفاع منذ 1970. معظم الوظائف الأخرى للقانون يديرها مكتب الصناعات الاستراتيجية والأمن الاقتصادي التابع لمكتب الصناعة والأمن في وزارة التجارة.
يؤسس نظام أولويات الدفاع والتخصيص نظامًا مدرجًا للعقود وطلبات الشراء. أعلى أولوية تسمى DX، ويجب الموافقة على العقود المصنفة بهذه الأولوية من جانب وزير الدفاع. الأولوية الأقل درجة من DX هي DO، وما دون ذلك هي عقود غير مدرجة.

## الاستخدام

### الحرب الكورية
أول استخدام للقانون كان في فترة الحرب الكورية، وذلك من أجل إقامة بنية تحتية دفاعية وبيروقراطية ضخمة. وبناءً على سلطة هذا القانون، أقام الرئيس هاري ترومان مكتب التعبئة الدفاعية، ووضع سياسات بهدف السيطرة على الأجور والأسعار، ونظم بشدة الإنتاج في الصناعات الثقيلة مثل الحديد والتعدين، وحدد أولوية وتخصيصات للمواد الصناعية غير المتوفرة، وأمر بنشر المصانع الحربية في أرجاء البلاد.

### الحرب الباردة
كان لهذا القانون دور حيوي في إقامة صناعات الألومنيوم والتيتانيوم في خمسينيات القرن العشرين. فباستخدام صلاحيات هذا القانون، قدمت وزارة الدفاع رأس مال وقروضًا بلا فوائد ووجهت موارد في قطاعي التعدين والصناعة بالإضافة إلى الأيدي العاملة الماهرة من أجل توسيع هذه الصناعات التحويلية.

### القرن 21
استخدم الرئيس باراك أوباما سلطات القانون لإجبار شركات الاتصالات على تقديم معلومات مفصلة لمكتب الصناعة والأمن التابع لوزارة التجارة الأمريكية تتعلق باستخدام العتاد والبرمجيات غير المحليين المنشأ في شبكات هذه الشركات. وذلك في إطار جهود مكافحة التجسس السيبراني الصيني.
في 13 يونيو، 2017، استعانت إدارة الرئيس دونالد ترامب بقانون من أجل تصنيف مجموعتين من المنتجات بصفة "ذات أهمية حاسمة للدفاع الوطني". المجموعة الأولى تتضمن موادًا تؤثر على الهياكل الجوية والألياف، والإلكترونيات المضادة للإشعاع، ومعدات اختبار الإشعاع، ومكونات الأقمار الاصطناعية". المجموعة الثانية تتضمن موادًا تؤثر على قدرات إنتاج اللقاحات، وقدرات تصنيع الألياف القوية المضادة للاحتراق، وقدرات تصنيع الحاويات الآمنة الهجينة المركبة للسفن، وقدرات تصنيع الإلكترونيات الدقيقة فائقة الكثافة ثلاثية الأبعاد المستخدمة في حماية المعلومات.

## استشهادات
1. 1 2  Congressional Research Service, The Defense Production Act of 1950: History, Authorities, and Considerations for Congress نسخة محفوظة April 24, 2019, على موقع واي باك مشين., updated November 20, 2018, accessed January 17, 2019 اتحاد العلماء الأمريكيين
2. ↑  Nibley، Stuart (1 أبريل 2002). "Defense Production Act: The Government's Old but Powerful Procurement Tool". Legal Times.
3. ↑  Mirsky، Rich (يونيو–يوليو 2005). "Trekking Through That Valley of Death—The Defense Production Act". Innovation. مؤرشف من الأصل في 2017-12-25. اطلع عليه بتاريخ 2020-03-23.
4. 1 2  Riley، Michael (30 نوفمبر 2011). "Obama Invokes Cold-War Security Powers to Unmask Chinese Telecom Spyware". بلومبيرغ نيوز. مؤرشف من الأصل في 2011-12-02. اطلع عليه بتاريخ 2017-03-06.
5. ↑  Office of the Press Secretary (1 Jun 2017). "Presidential Determination to adequately provide critical technology in the space industrial base in a timely manner Pursuant to Section 4533(a)(5) of the Defense Production Act of 1950". وايت هاوس دوت جوف (بالإنجليزية). واشنطن العاصمة: البيت الأبيض. Archived from the original on 2017-12-10. Retrieved 2017-06-02.
6. ↑  "Presidential Determination to adequately provide critical technology in the space industrial base in a timely manner Pursuant to Section 4533(a)(5) of the Defense Production Act of 1950". السجل الفيدرالي الأمريكي. واشنطن العاصمة: إدارة الأرشيف والوثائق الوطنية. 13 يونيو 2017. مؤرشف (PDF) من الأصل في 2017-08-24. اطلع عليه بتاريخ 2017-06-17.
7. ↑  Office of the Press Secretary (13 Jun 2017). "Presidential Determination to adequately provide critical technology in a timely manner Pursuant to Section 4533(a)(5) of the Defense Production Act of 1950". وايت هاوس دوت جوف (بالإنجليزية). واشنطن العاصمة: البيت الأبيض. Archived from the original on 2017-12-10. Retrieved 2017-06-17.
8. ↑  "Presidential Determination to adequately provide critical technology a timely manner Pursuant to Section 4533(a)(5) of the Defense Production Act of 1950". السجل الفيدرالي الأمريكي. واشنطن العاصمة: إدارة الأرشيف والوثائق الوطنية. 13 يونيو 2017. مؤرشف (PDF) من الأصل في 2017-08-24. اطلع عليه بتاريخ 2017-06-17.